# Àguila pòntica

Disseny tradicional d'àguila pòntica

L'àguila pòntica és el símbol ètnic principal dels grecs pòntics, també anomenats grecs del Pont. L'ocell té les ales desplegades i mira de gairell. L'àguila apareix a les banderes ètniques gregues del Pont, i moltes organitzacions pòntiques la fan servir com a part del seu logotip.

## Història i evolució del símbol

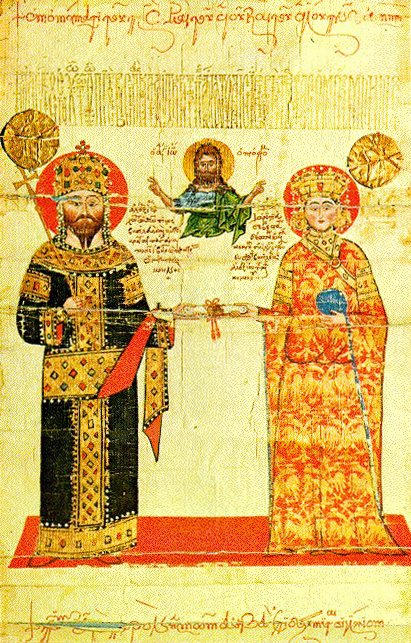
L'emperadriu Teodora Cantacuzena (dreta) amb àguiles de dos caps a la túnica

Una àguila amb ales desplegades, mirant per sobre de l'espatlla esquerra, ha estat un símbol al Pont d'ençà de l'any 200 aC. L'historiador pòntic Sam Topalidis troba que l'⁣àguila bicèfala va sorgir com a símbol a l'antiga Mesopotàmia i va arribar a l'antiga Anatòlia mitjançant els comerciants assiris. Més tard, va ser utilitzat com pels hitites, els armenis i els perses. Els hitites també van utilitzar l'àguila d'un sol cap en llur iconografia.
Hom va trobar monedes a l'antiga colònia grega de Òlbia (avui dins d'Ucraïna) datades entre l'any 350 aC i el 330 aC. Els túmuls funeraris grecs a la península de Taman (avui dins de Rússia) també contenen representacions d'àguiles. Aquests daten del 400 aC.
Les monedes encunyades a Sinope, un dels primers assentaments grecs del Pont, representen àguiles ja l'any 330 aC. L'àguila amb el cap girat i les ales desplegades apareix a les monedes de Sinope entre el 300 i el 200 aC. L'àguila també va ser un símbol romà antic (aquila) i, més tard, un símbol romà d'Orient. L'àguila de dos caps apareix en l'art romà d'Orient als anys 900 o 1000. L'historiador George Finlay va veure un retrat de Manuel I Comnè a Santa Sofia, Trebisonda; Finlay va dir que "les seves túniques estan guarnides (...) amb dues fileres d'àguiles d'un sol cap sobre medallons circulars". El retrat ara està perdut. Finlay també va veure l'⁣església de Sant Gregori de Nissa a Trebisonda, ara destruïda, i va prendre nota de l'art de les parets. Les pintures de l'església representaven un emperador i una emperadriu; les túniques de l'emperadriu tenien àguiles de dos caps, mentre que les de l'emperador tenien àguiles d'un sol cap.
L'àguila es va utilitzar més tard com a símbol imperial a l'⁣Imperi de Trebisonda, un regne medieval de la regió de Pont. Les àguiles d'un sol cap van aparèixer a l'arquitectura de la ciutat a Trebisonda a la dècada del 1200. Els emperadors i emperadrius de l'Imperi de Trebisonda eren representats amb àguiles d'un o dos caps a la roba. Per exemple, Teodora Cantacuzena, l'emperadriu durant el regnat d'Aleix III, va ser representada amb àguiles bicèfales a la seva túnica.

## Ús modern

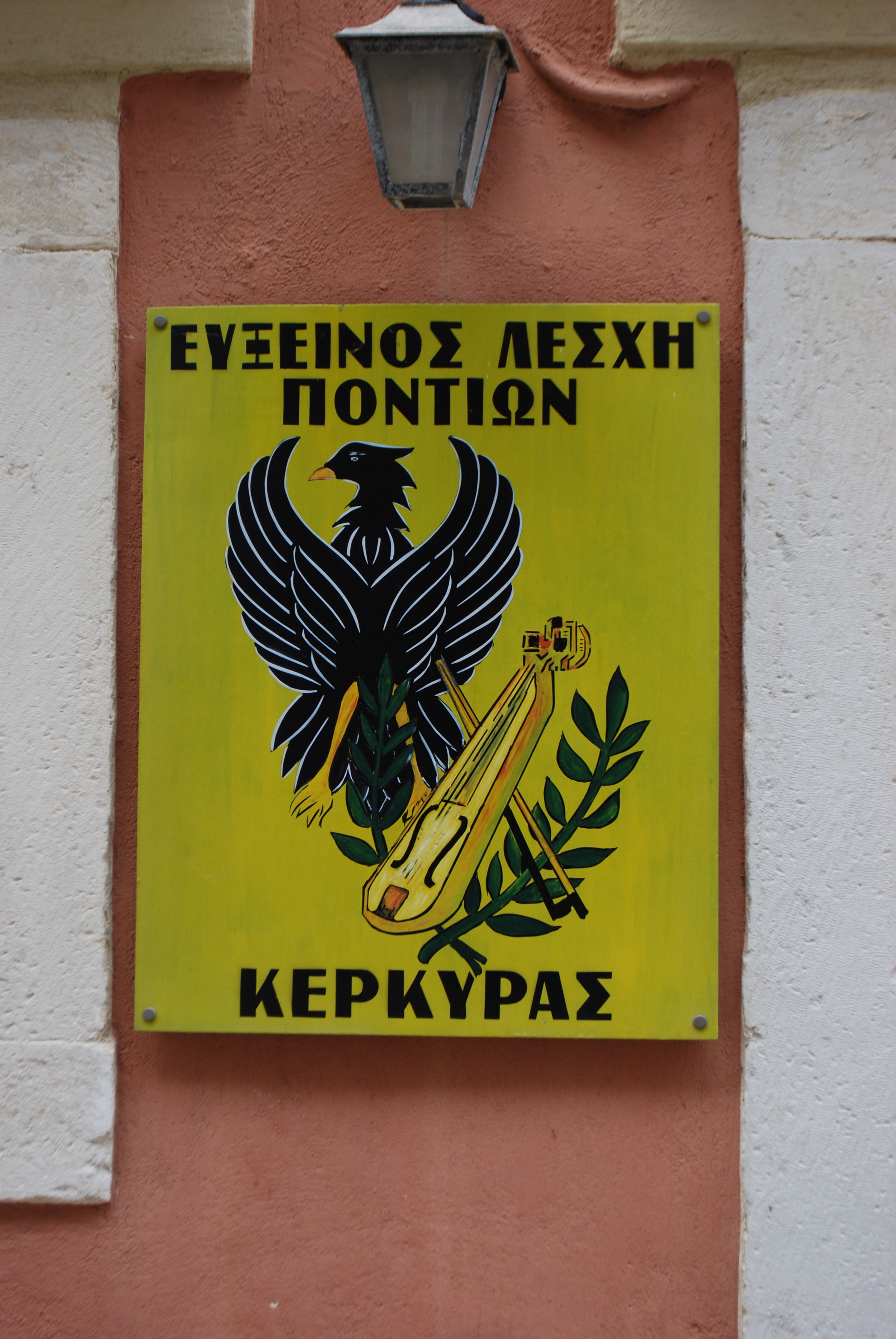
Àguila pòntica i lira pintades al rètol de lEuxeinos Leschi Pontion (Club Pòntic de Corfú)

Avui dia, l'àguila pòntica s'utilitza com a símbol per grups i publicacions pòntiques. Per exemple, el Comitè d'Estudis Pòntics, que produeix la revista en llengua grega Archeion Pontou, utilitza l'àguila pòntica com a símbol d'ençà del 1920. La revista Pontiaki Estia també va utilitzar l'àguila com a icona als anys 50.
L'àguila pòntica també pot ser un símbol durant els esdeveniments religiosos. A la festa de la Dormició de Maria, els grecs pòntics al nord de Grècia celebren una processó, portant la icona de la Mare de Déu. El suport d'icones està decorat amb imatges de paons, creus i l'àguila pòntica. Durant una cerimònia per commemorar el genocidi grec, l'arquebisbe Elpidophóros d'Amèrica va utilitzar una pancarta que representava l'àguila del Pont.
Diverses organitzacions utilitzen l'àguila pòntica com a part del seu logotip: la Federació Pòntica d'Austràlia té com a icona una àguila pòntica daurada, situada a sobre d'un dibuix d'Austràlia. El grup australià Pontiaki Estia també té un logotip d'àguila.

Una de les banderes pòntiques